# دايفيد هيكي
دايفيد هيكي (بالإنجليزية: David Hickey)‏ هو لاعب اتحاد الرغبي أسترالي، ولد في 12 يونيو 1991 في كونابرابران ‏ في أستراليا.

## وصلات خارجية
- دايفيد هيكي على موقع ItsRugby.co.uk (الإنجليزية)